# Świerklany
Świerklany (niem. Schwirklan) – wieś w Polsce,  w województwie śląskim, w powiecie rybnickim, w gminie Świerklany.
W roku 2021 we wsi mieszkało 8318 osób, z czego 50,6% mieszkańców stanowiły kobiety, a 49,4% mężczyźni.

## Historia
Wieś powstała 1 stycznia 2007 z połączenia dotychczasowych wsi Świerklany Dolne i Świerklany Górne. Mimo połączenia w jedną miejscowość dotychczasowe wsie pozostały odrębnymi sołectwami w gminie Świerklany.

## Pomniki przyrody
Na terenie wsi, przy Kościelnej 32, rosło okazałe drzewo - Buk Sobieskiego, najgrubszy jednopniowy buk w Polsce, pomnik przyrody ścięty w 2021. Według legendy, pod drzewem tym miał odpoczywać król Jan III Sobieski, gdy w 1683 zmierzał ze swą armią pod Wiedeń.

## Integralne części miejscowości
Integralnymi częściami Świerklan są:
- Kucharzówka[6] – część wsi
- Świerklany Dolne[6] – część wsi
- Świerklany Górne[6] – część wsi

Na mapach wyróżniane są dodatkowo nieurzędowe części miejscowości:
- Brychówka[7] – część wsi
- Dziury[8] – przysiółek wsi
- Jankowice[9] – leśniczówka
- Piterzec[10] – część wsi
- Sześć Chałup[11] – część wsi
- Worynowiec[12] – część wsi

## Komunikacja
Przez miejscowość przebiega kilka ważnych dróg. Autostrada A1 z węzłem Świerklany, drogi wojewódzkie: DW929 Rybnik-Świerklany, DW930 Świerklany-Mszana i DW932 Żory-Wodzisław Śląski.

## Religia
We wsi znajduje się parafia i kościół pw. św. Anny.

## Turystyka
Przez miejscowość przebiega  zielona trasa rowerowa nr 13 – Ustroń - Jastrzębie-Zdrój - Rybnik
We wsi Świerklany znajdują się dwa obiekty wpisane do rejestru zabytków:
- kościół parafialny pw. św. Anny z 1930 r. (nr A/142/05 z 24.02.2005)
- dom z 1893 roku(inne języki) przy ul. Hutniczej 2. (nr A/1019/22 z 13.07.2022)

## Miejscowości partnerskie
- Enying[14]